# Quai Saint-Bernard
Le quai Saint-Bernard est une voie située le long de la Seine, à Paris, dans le 5e arrondissement.

## Origine du nom
Il doit son nom à la proximité de l'ancien couvent des Bernardins et de la porte Saint-Bernard, autrefois située à l'extrémité du pont Sully.

## Historique

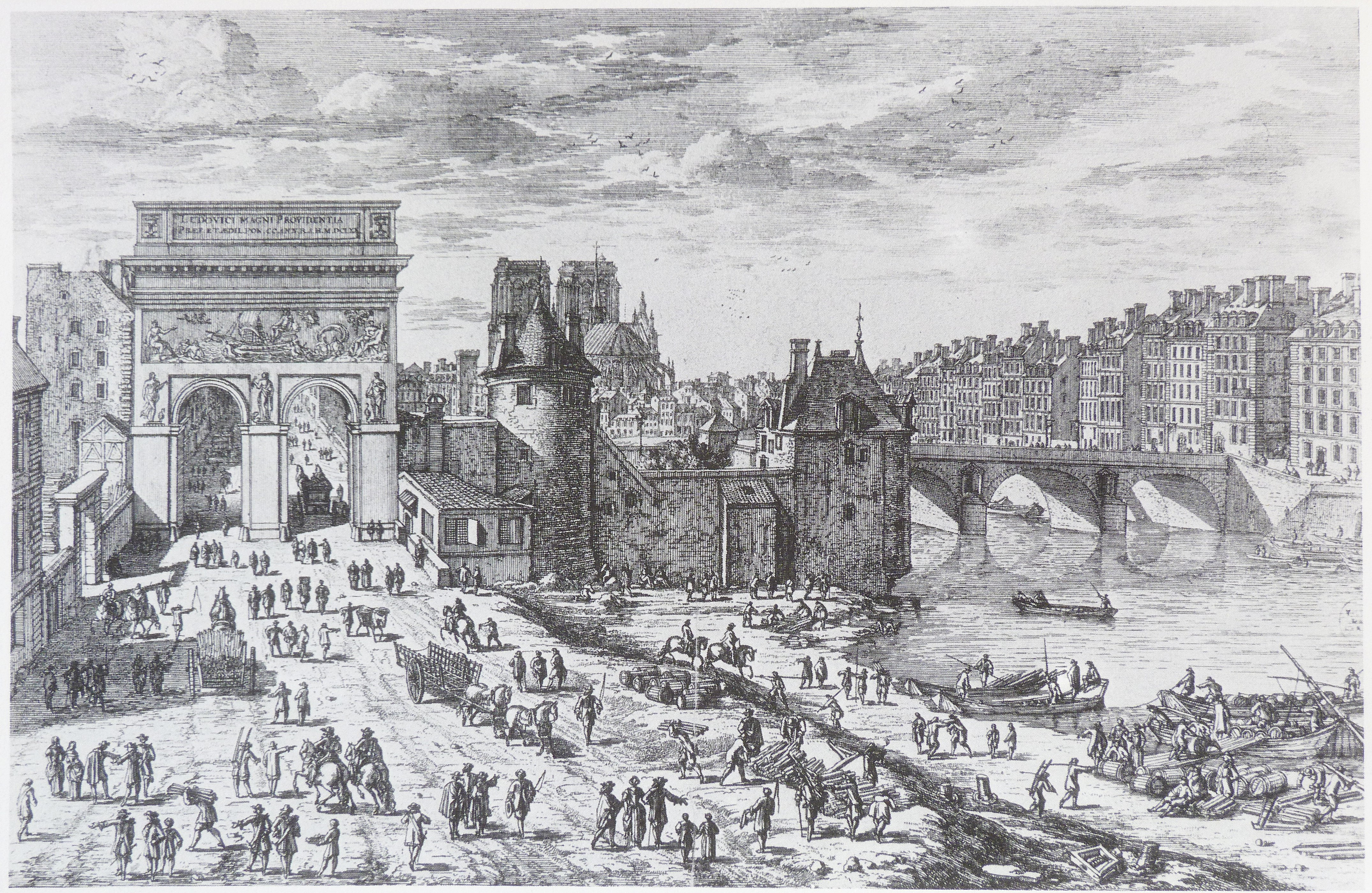
Porte Saint-Bernard et château de la Tournelle sur une gravure d'Adam Pérelle, vers 1680.

Le quai Saint-Bernard était autrefois appelé « vieux chemin d'Ivry ».
Du XVIe au XVIIIe siècle, ces berges de la Seine étaient un lieu de baignade très fréquenté. Le roi Henri IV y vint même avec son fils, le futur Louis XIII. Les gens se baignant nus à cette époque et l'Église voulant y mettre davantage de vergogne, les premiers établissements de bains clos flottants y virent le jour vers 1680.
Au XVIIIe siècle, on trouvait également à cet endroit un port fluvial spécialisé dans le transit du vin qui était stocké dans les halles aux vins, aujourd'hui remplacées par le campus de Jussieu. Ces entrepôts, créés en 1644 et agrandis en 1811, pouvaient contenir 200 000 hectolitres de vin.
La première phrase du roman de Flaubert, L'Éducation sentimentale, témoigne de l'existence de cette activité portuaire : « Le 15 septembre 1840, vers six heures du matin, la Ville-de-Montereau, près de partir, fumait à gros tourbillons devant le quai Saint-Bernard. »
Le 13 avril 1918, durant la Première Guerre mondiale, un obus lancé par la Grosse Bertha explose dans la halle aux vins située quai Saint-Bernard.

## Description et urbanisme
Le quai Saint-Bernard débute au pont d'Austerlitz et se termine au pont de Sully.
Cette voie de circulation à double sens, qui longe en surplomb le quai de la Seine, présente la particularité de n'être lotie que du côté des numéros impairs. Du côté non loti se trouve le quai de Seine proprement dit.
Au début du quai, à l'angle avec le pont d'Austerlitz, sont situés les locaux de la brigade fluviale de la préfecture de police de Paris, directement sur le quai en contrebas de la voie express rive gauche.
Un long bâtiment semi-enterré de 150 mètres de long se trouve entre la voie de circulation et le fleuve. Il abrite une grande zone sportive couverte, comprenant un gymnase, le cercle d'Escrime des quais de Seine et une salle de sport de combat Muay Thai.
Ce bâtiment est suivi du jardin Tino-Rossi, avant le pont de Sully.
Toute cette zone entre la voie de circulation et la Seine est piétonne, y compris les passages sous les deux ponts.
Les lignes du RER C passent en surface sur une longue partie du quai.

## Bâtiments remarquables et lieux de mémoire

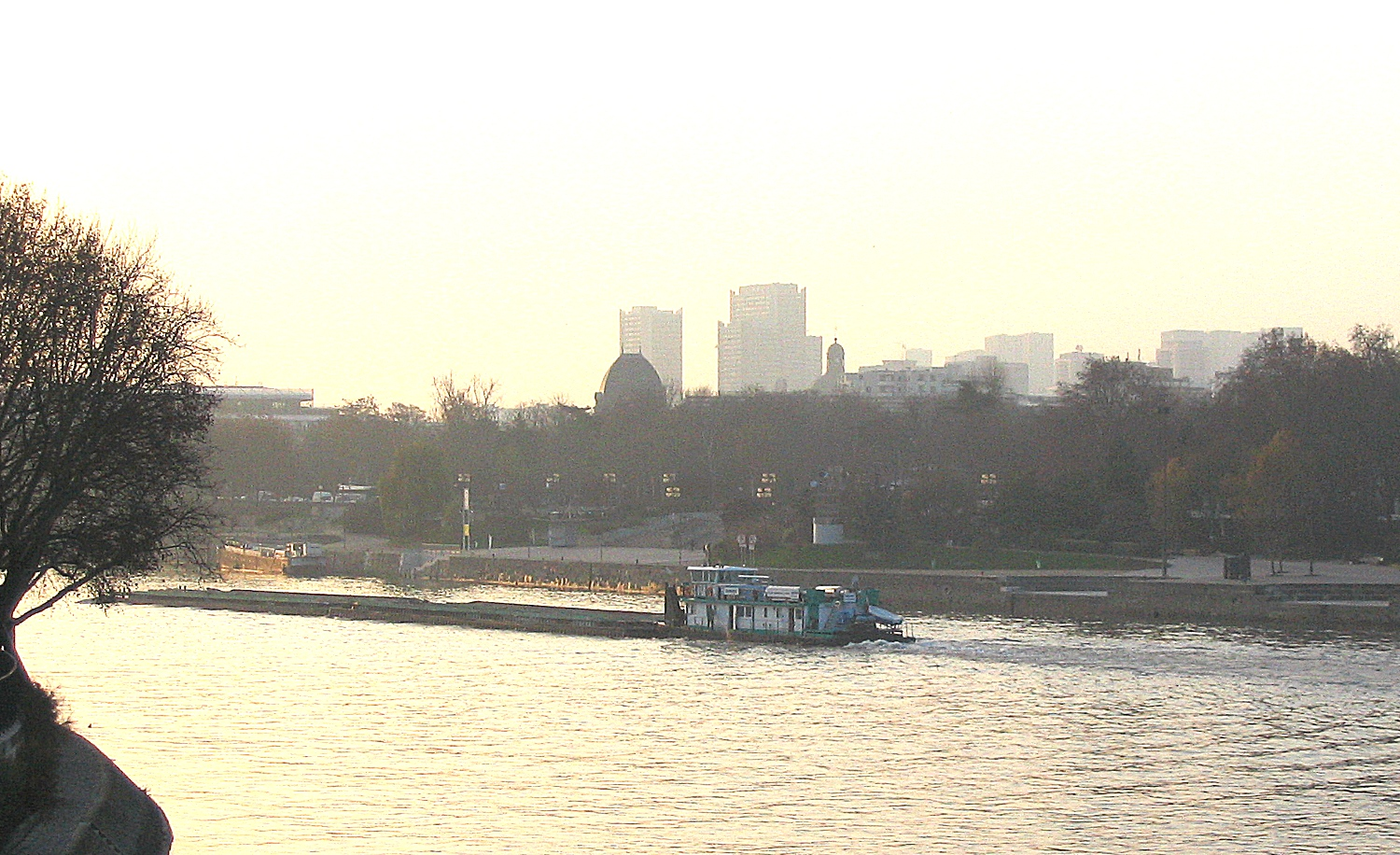
Soleil levant sur le quai Saint-Bernard.

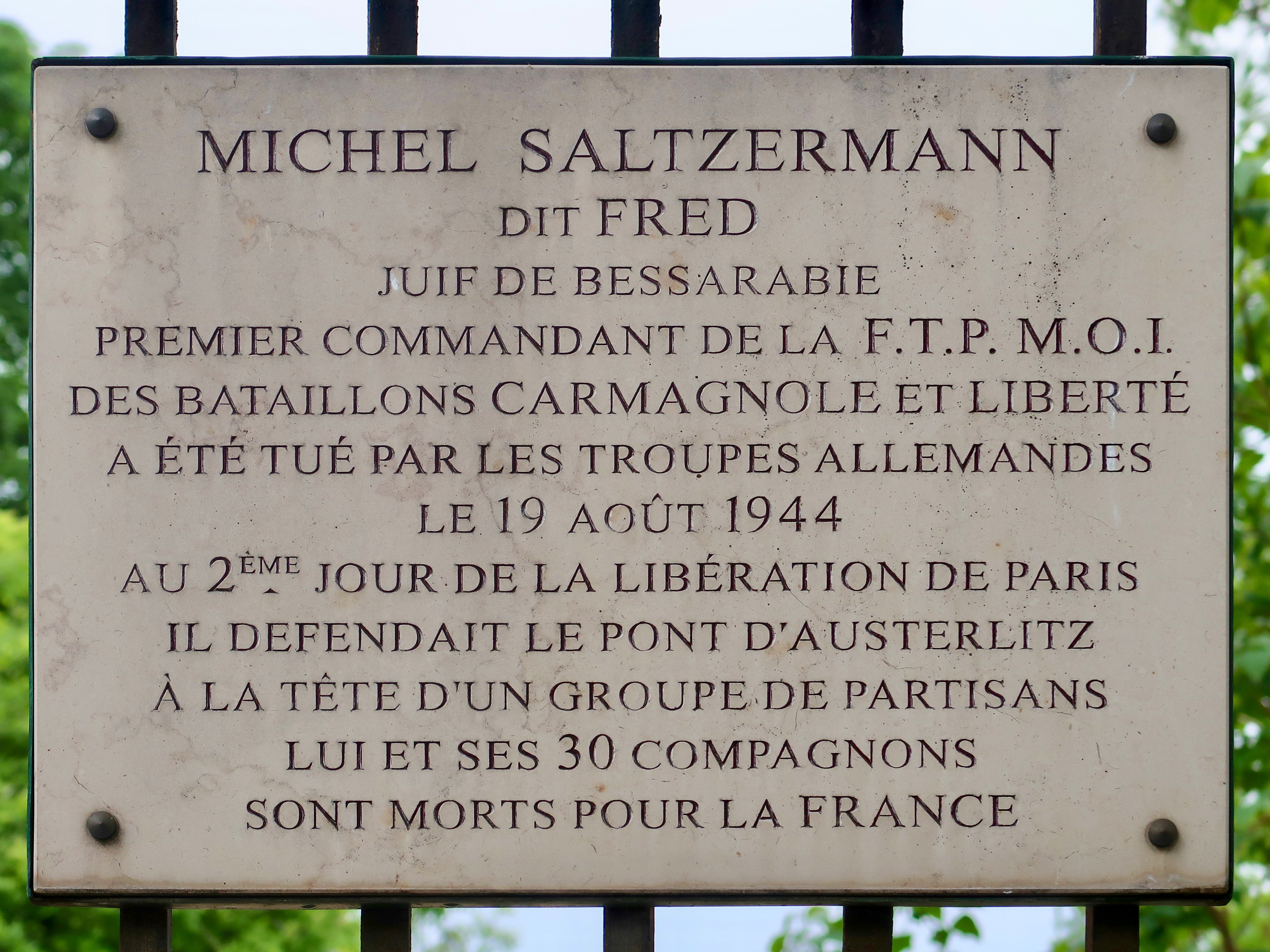
Plaque en hommage à Michel Saltzermann, mort pour la Libération de Paris (1944).

- Aujourd'hui, après l'abandon, à la fin des années 1970, du projet d'une voie rapide sur berge, l'espace situé en contrebas du quai Saint-Bernard et, plus précisément, une partie du port Saint-Bernard, a été transformé en espace vert : le jardin Tino-Rossi, qui accueille une trentaine de sculptures d'artistes de la seconde moitié du XXe siècle, constitue le musée de la Sculpture en plein air, géré par la Ville de Paris. S'y trouve également l'escale Jardin des Plantes du réseau Batobus[4]. En effet, le quai longe la partie nord du Jardin des plantes de Paris avec la Ménagerie.
- Une scène fameuse du film La Traversée de Paris sorti en 1956 y a été tournée : on y voit Bourvil et Jean Gabin en transporteurs clandestins de viande de boucherie pendant l'Occupation, confrontés nuitamment aux hurlements des loups de la Ménagerie excités par l'odeur de leur chargement.
- Le quai longe également l'Institut du monde arabe et l'université Pierre-et-Marie-Curie.
- Le long de l’université subsistent les grilles de la halle aux vins. Elles conservent les pommes de pin, symboles des marchands de vin car les tonneaux étaient étanchéifiés avec de la résine de pin[5].

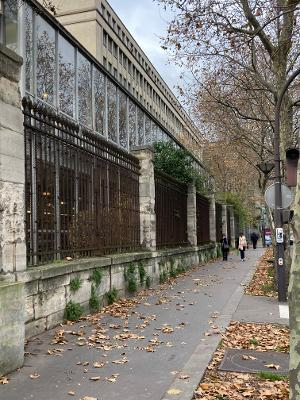
Clôture de l'ancienne halle aux vins.